# Grantola
Grantola (Grantùla in dialetto varesotto) è un comune italiano di 1 216 abitanti della provincia di Varese in Lombardia.

## Storia

### Simboli
Lo stemma e il gonfalone sono stati concessi con decreto del presidente della Repubblica del 28 maggio 1962.
Il gonfalone è un drappo troncato di bianco e di azzurro.

## Monumenti e luoghi d'interesse
- Chiesa di San Pietro, dell'XI secolo, già chiesa delle Parrocchie di Grantola e Mesenzana. Presenta alcuni pregevoli affreschi all'interno.
- Chiesa di San Carlo, realizzata nel XVII secolo su progetto del Richini, fu edificata su volere dello stesso san Carlo Borromeo, ora tristemente abbandonata in attesa di fondi, seppur saltuariamente utilizzata per conferenze culturali, ma un tempo era l'unico punto di aggregazione sociale
- Chiesa dei SS. Pietro e Paolo, casa di culto edificata fra gli anni '50 e '60 dello scorso secolo.
- Palazzo De Nicola, biturrito, edificato nel XVII secolo e successivamente ristrutturato. Presenta sulla parete esterna, oltre a simboli massonici, una curiosa immagine arancio che ritrae la locomotiva di Stephenson, a ricordare l'attività di Gaspare De Nicola, costruttore nel 1870 di ferrovie in Italia e in Portogallo.

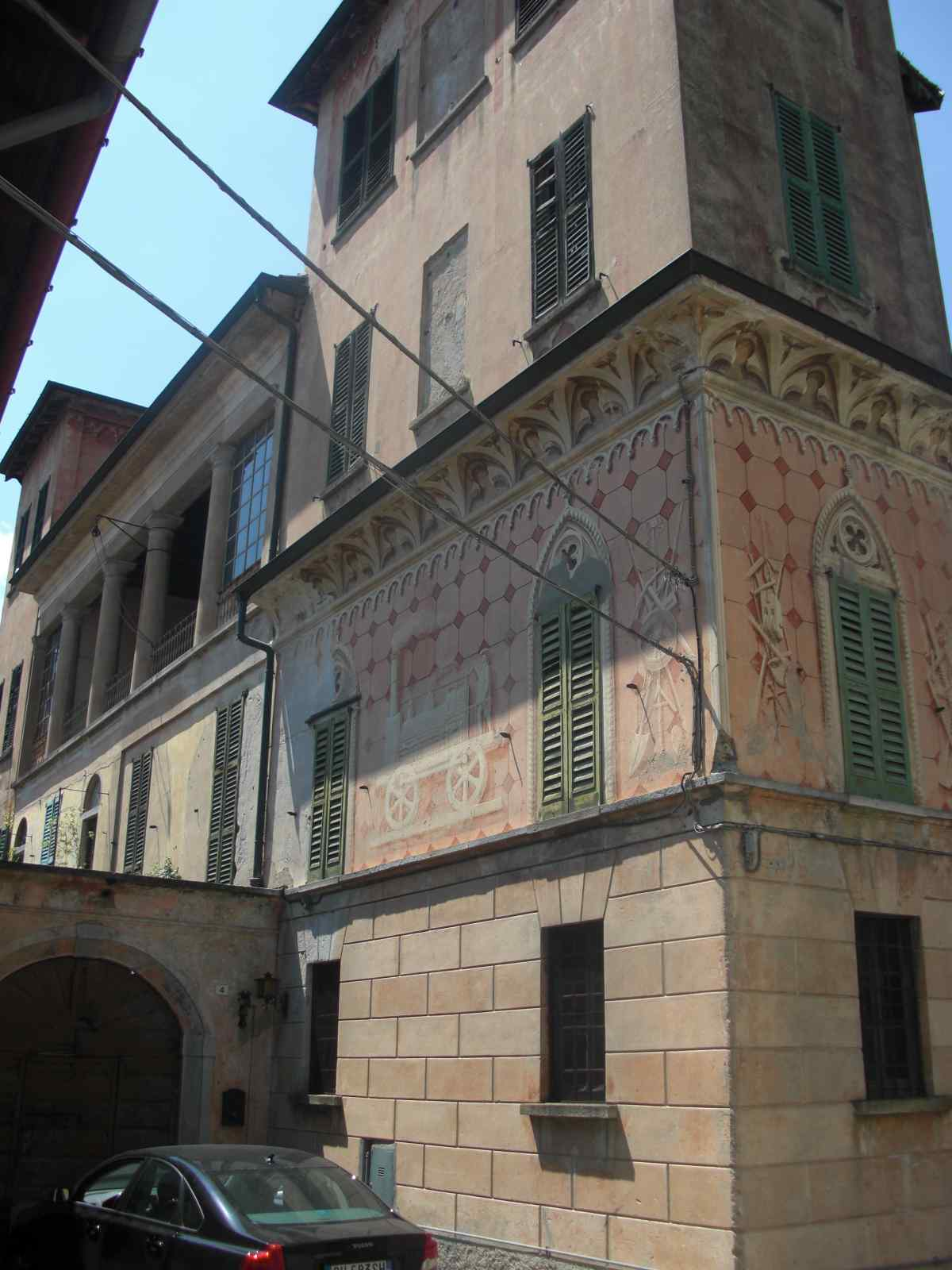
Palazzo De Nicola, decorazione della Locomotiva di Stephenson

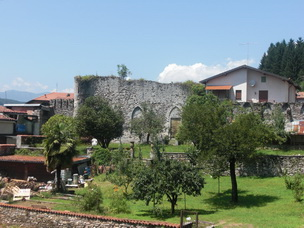
Le Mura

- "Le Mura", resti di un antico edificio, sotto certi aspetti ancora misterioso, che sorgono sulla riva del torrente Grantorella. Si presume, senza alcuna prova, si tratti di resti del colossale castello distrutto dai Lanzichenecchi nel '500. La costruzione, fra le più importanti dell'altro varesotto, realizzata con tipica pietra del posto, si sviluppava su entrambe le sponde del torrente Grantorella, interessando anche l'area attualmente occupata dal Palazzo De Nicola.

In realtà si tratta di uno sfondo neogotico dei primi del Novecento, di giardini uniti al Palazzo De Nicola da un ponte in seguito crollato, come tramandato da una zia-testimone a Franco Broggini, con la conferma di non-antichità da parte dello studioso Franco Brichetti.
- Madonna delle Nevi, affresco datato 17 novembre 1618, ubicato a lato del lavatoio comunale.
- Da Grantola transitava la tranvia Varese-Luino, inaugurata ai primi del Novecento e dismessa negli anni cinquanta, il cui tracciato si snodava strettoie prealpine e della Valganna[6].
- Tutti i ciclisti, dilettanti e non, ben conoscono "la Grantola", quei duri tornanti della provinciale che da Grantola salgono verso Cunardo, e sempre inclusi nelle classiche Tre Valli Varesine.

## Società
Grantola è spesso citata dal cantautore Biagio Antonacci, perché luogo di soggiorno delle sue estati in età adolescenziale. Se pur non nominata direttamente, Grantola è spesso richiamata nei testi delle sue canzoni.
I grantolesi sono chiamati "maràn" (marrani) dagli abitanti dei paesi vicini.
Grantola ha dato i natali al Maestro Compositore Quirino Besati e a Giacomo Pierino Gandini, primo clarinetto dell'orchestra sinfonica della RAI radiotelevisione italiana.
Grantola era inoltre il luogo di villeggiatura dell'avvocato Alberto Dall'Ora, principe del foro di Milano.

### Evoluzione demografica
- 186 nel 1751
- 192 nel 1805
- annessione a Mesenzana nel 1809
- 440 nel 1853
- 551 nel 1901
- annessione a Montegrino Valtravaglia nel 1927
- 669 nel 1961

Abitanti censiti

## Amministrazione
Grantola fa parte della Comunità Montana Valli del Verbano.